# Draaman kaari viehättää
Draaman kaari viehättää è l'album di debutto della cantante finlandese Behm, pubblicato il 18 settembre 2020 su etichetta discografica Warner Music Finland.

## Tracce
1. Päästä varpaisiin – 3:00
2. Minä vai maailma (feat. Keko Salata) – 3:26
3. Yhtä vaille kaksi – 4:04
4. Lupaan – 3:27
5. Unia – 3:14
6. Apokalyptinen häpeä – 3:54
7. Frida – 3:12
8. Riipun – 3:12
9. Tivolit – 3:31
10. Hei rakas – 3:32

## Classifiche

### Classifiche settimanali
| Classifica (2020) | Posizione massima |
| ----------------- | ----------------- |
| Finlandia         | 1                 |

### Classifiche di fine anno
| Classifica (2020) | Posizione |
| ----------------- | --------- |
| Finlandia         | 1         |
| Classifica (2021) | Posizione |
| Finlandia         | 1         |
| Classifica (2022) | Posizione |
| Finlandia         | 7         |